# Голод у Бенгалії (1943)
Голод Бенгалії 1943 року (бенг. পঞ্চাশের মন্বন্তর) — події в британській Бенгалії, під час яких від недоїдання і хвороб померло, за різними оцінками, від 2,1 до 3 мільйонів людей із 60,3 мільйона населення.

## Природні причини
Безпосередньою причиною голоду стало скорочення продовольства, при деякому збільшенні попиту. У період Другої світової війни в Бенгалії вирощували три основні культури рису: «аман», що заготовляється зимою, «аус», що заготовляється восени, та «боро» — що збирається у весняний період. На частку амана припадало близько 70% загального обсягу виробництва рису, але зимовий циклон 1942 року знищив більшу частину цієї культури в південних прибережних районах, а подальші надмірні дощі і повені завдали ще більшої шкоди. Всього постраждало 3 200 квадратних миль землі, з яких 450 квадратних миль були зметені припливними хвилями, а 400 квадратних миль постраждало від повені. Ще більшої шкоди завдав грибок, знищивши від 50% до 90% деяких сортів рису.

## Вплив Другої світової війни
Водночас Японська окупація Бірми виключила можливість імпорту рису, на частку якого припадало близько 20% бенгальського ринку.
Держава Бірма також викликала збільшення цін на рис, оскільки спекулянти почали скуповувати бенгальський урожай. Вартість рису зросла майже втричі за шість місяців після грудня 1942 року. Паніка з приводу дефіциту рису тільки змусила рости ціни далі. Однак аналіз статистики показує, що рівень доступності рису був лише на 5% нижче у порівнянні з попереднім роком і на 13% вище, ніж в 1941 році. Крім того, збільшення експорту пшениці компенсувало зменшення врожаю рису, тому в 1943 році в Бенгалії не було реальної нестачі продовольства. Ціни ж піднялися через чутки про брак рису, а не через неврожай, голод викликали ринкові спекуляції.

## Роль британської колоніальної адміністрації
Як одну з причин голоду часто називаються дії британської адміністрації. За перші сім місяців 1943 року з голодуючої Бенгалії було вивезено 80 000 тон продовольчого зерна. Влада, що побоювалася вторгнення японців, застосовували тактику випаленої землі. Зокрема були конфісковані всі човни, здатні перевозити понад 10 осіб (всього 66 500 суден). Це порушило систему внутрішнього водного транспорту, оскільки жителі використовували човни для лову риби і доставки продуктів на ринки. Індійський економіст Амартія Сен стверджує, що голод в Бенгалії був викликаний економічним бумом в містах, який підняв ціни на харчові продукти і тим самим прирік мільйони сільських працівників, чий дохід залишився незмінним, на голодну смерть. Британський уряд міг допомогти колонії продовольчою допомогою, але він, на думку Сена, був мало зацікавленим в допомозі бідним верствам населення.